# Himantura
Genre
Himantura est un genre de raies des eaux côtières des océans Indien et Pacifique. Une des espèces, Himantura uarnak est également présente le long des côtes du Levant en Méditerranée orientale. 
Le nom de ce genre vient du grec iman, imantos, lanière, courroie et de oura, queue. Ce nom est de genre féminin.

## Espèces de ce genre
Selon World Register of Marine Species (27 mars 2021) :
- Himantura alcockii (Annandale, 1909)
- Himantura astra Last, Manjaji-Matsumoto & Pogonoski, 2008, désormais Maculabatis astra (Last, Manjaji-Matsumoto & Pogonoski, 2008)
- Himantura australis Last, White & Naylor, 2016
- Himantura bleekeri (Blyth, 1860), désormais Pateobatis bleekeri (Blyth, 1860)
- Himantura dalyensis Last & Manjaji-Matsumoto, 2008, désormais Urogymnus dalyensis (Last & Manjaji-Matsumoto, 2008)
- Himantura draco Compagno & Heemstra, 1984
- Himantura fai Jordan & Seale, 1906, désormais Pateobatis fai (Jordan & Seale, 1906)
- Himantura fava (Annandale, 1909)
- Himantura fluviatilis (Hamilton, 1822)
- Himantura gerrardi (Gray, 1851), désormais Maculabatis gerrardi (Gray, 1851)
- Himantura granulata (MacLeay, 1883), désormais Urogymnus granulatus (Macleay, 1883)
- Himantura hortlei Last, Manjaji-Matsumoto & Kailola, 2006, désormais Pateobatis hortlei (Last, Manjaji-Matsumoto & Kailola, 2006)
- Himantura imbricata (Bloch & Schneider, 1801), désormais Brevitrygon imbricata (Bloch & Schneider, 1801)
- Himantura javaensis (Last & White, 2013), désormais Brevitrygon javaensis (Last & White, 2013)
- Himantura jenkinsii (Annandale, 1909), désormais Pateobatis jenkinsii (Annandale, 1909)
- Himantura krempfi (Chabanaud, 1923)
- Himantura leoparda Manjaji-Matsumoto & Last, 2008
- Himantura lobistoma Manjaji-Matsumoto & Last, 2006, désormais Urogymnus lobistoma (Manjaji-Matsumoto & Last, 2006)
- Himantura marginata (Blyth, 1860)
- Himantura microphthalma (Chen, 1948)
- Himantura oxyrhyncha (Sauvage, 1878), désormais Fluvitrygon oxyrhynchus (Sauvage, 1878)
- Himantura pacifica (Beebe & Tee-Van, 1941), désormais Styracura pacifica (Beebe & Tee-Van, 1941)
- Himantura pareh (Bleeker, 1852)
- Himantura pastinacoides (Bleeker, 1852), désormais Maculabatis pastinacoides (Bleeker, 1852)
- Himantura ponapensis (Günther, 1910) synonymisée avec Urogymnus granulatus (Macleay, 1883)
- Himantura punctata (Günther, 1870), synonymisée avec Himantura uarnak (Gmelin, 1789)
- Himantura randalli Last, Manjaji-Matsumoto & Moore, 2012, désormais Maculabatis randalli (Last, Manjaji-Matsumoto & Moore, 2012)
- Himantura schmardae (Werner, 1904), désormais Styracura schmardae (Werner, 1904)
- Himantura signifer Compagno & Roberts, 1982
- Himantura toshi Whitley, 1939, désormais Maculabatis toshi (Whitley, 1939)
- Himantura tutul Borsa, Durand, Shen, Alyza, Solihin & Berrebi, 2013
- Himantura uarnacoides (Bleeker, 1852), désormais Pateobatis uarnacoides (Bleeker, 1852)
- Himantura uarnak (Gmelin, 1789)
- Himantura undulata (Bleeker, 1852)
- Himantura walga (Müller & Henle, 1841), désormais Brevitrygon walga (Müller & Henle, 1841)

Selon une révision récente du genre Himantura, ce dernier comprendrait sept espèces dont cinq sont déjà décrites (H. australis, H. leoparda, H. tutul, H. uarnak et H. undulata) et deux resteraient à nommer. 

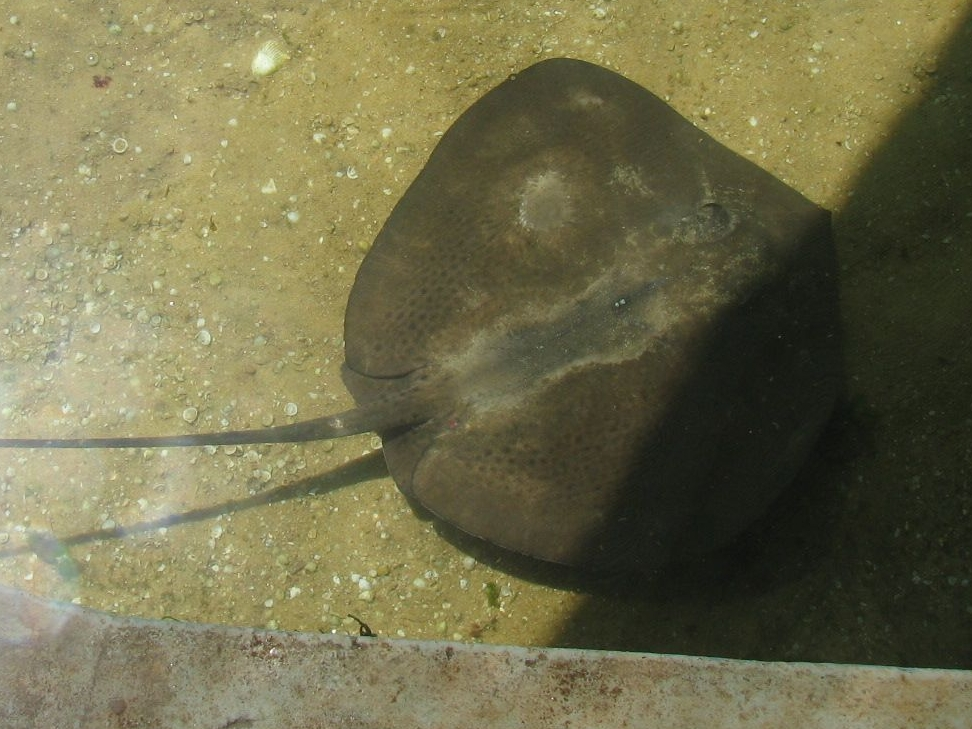
Himantura astra
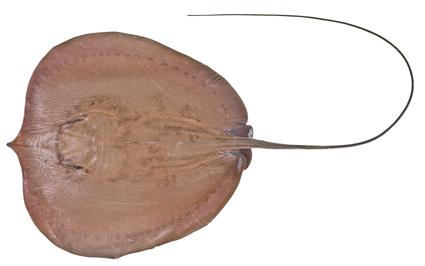
Himantura dalyensis
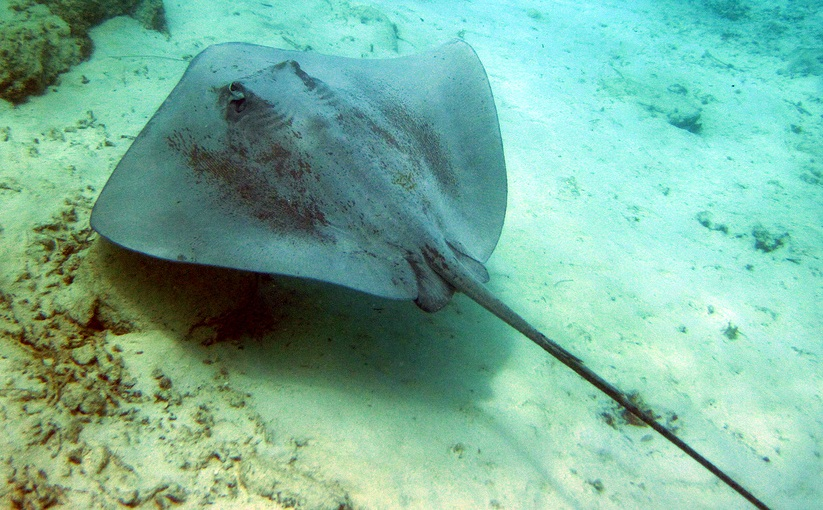
Himantura fai
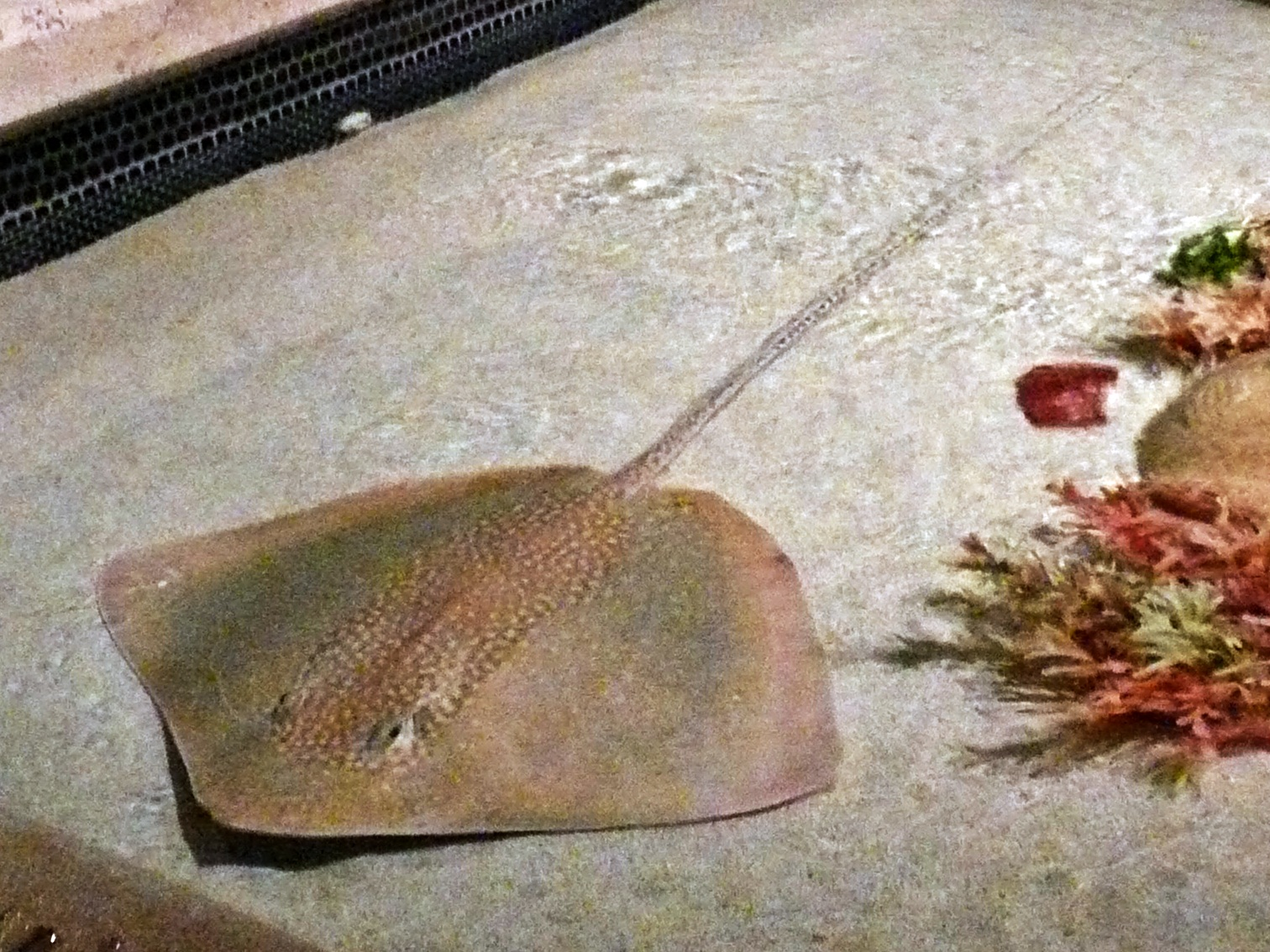
Himantura gerrardi
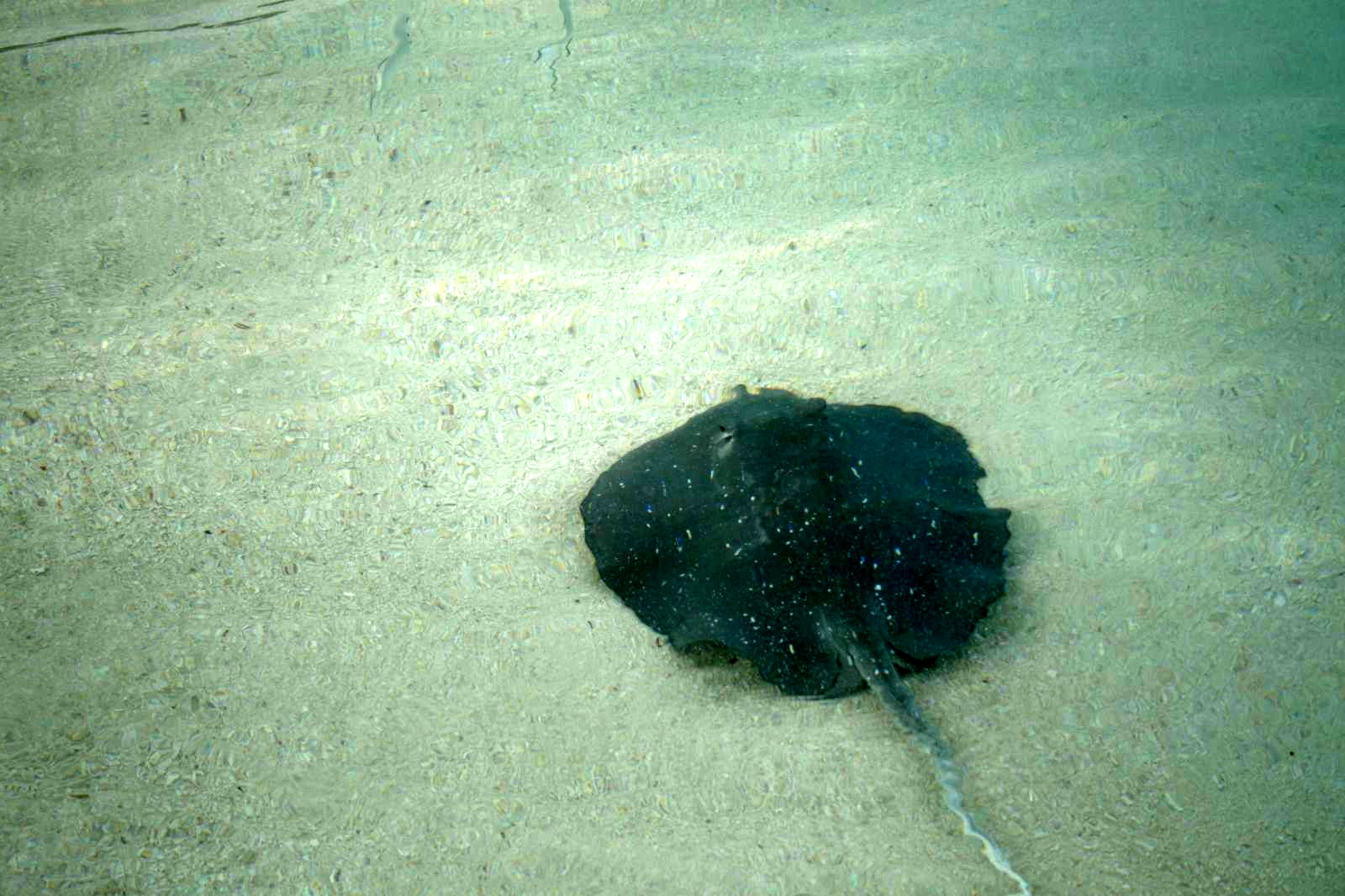
Himantura granulata
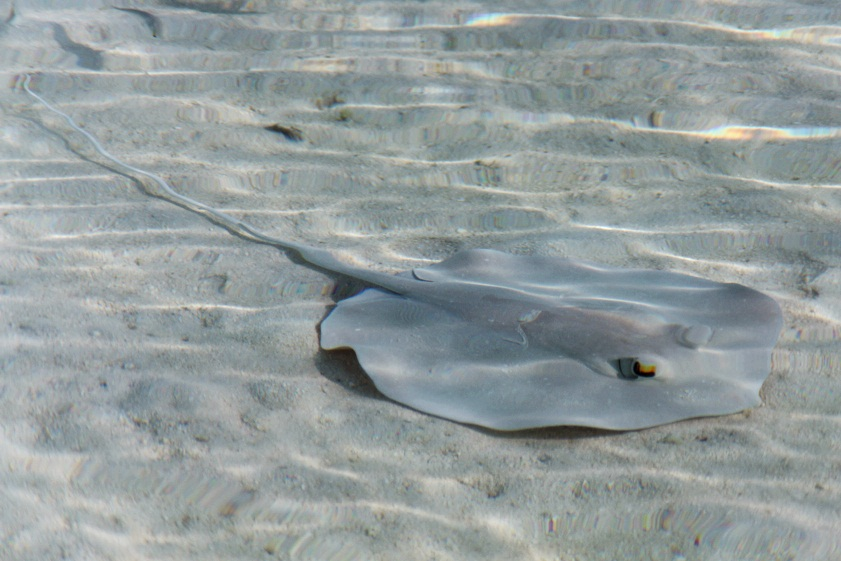
Himantura imbricata
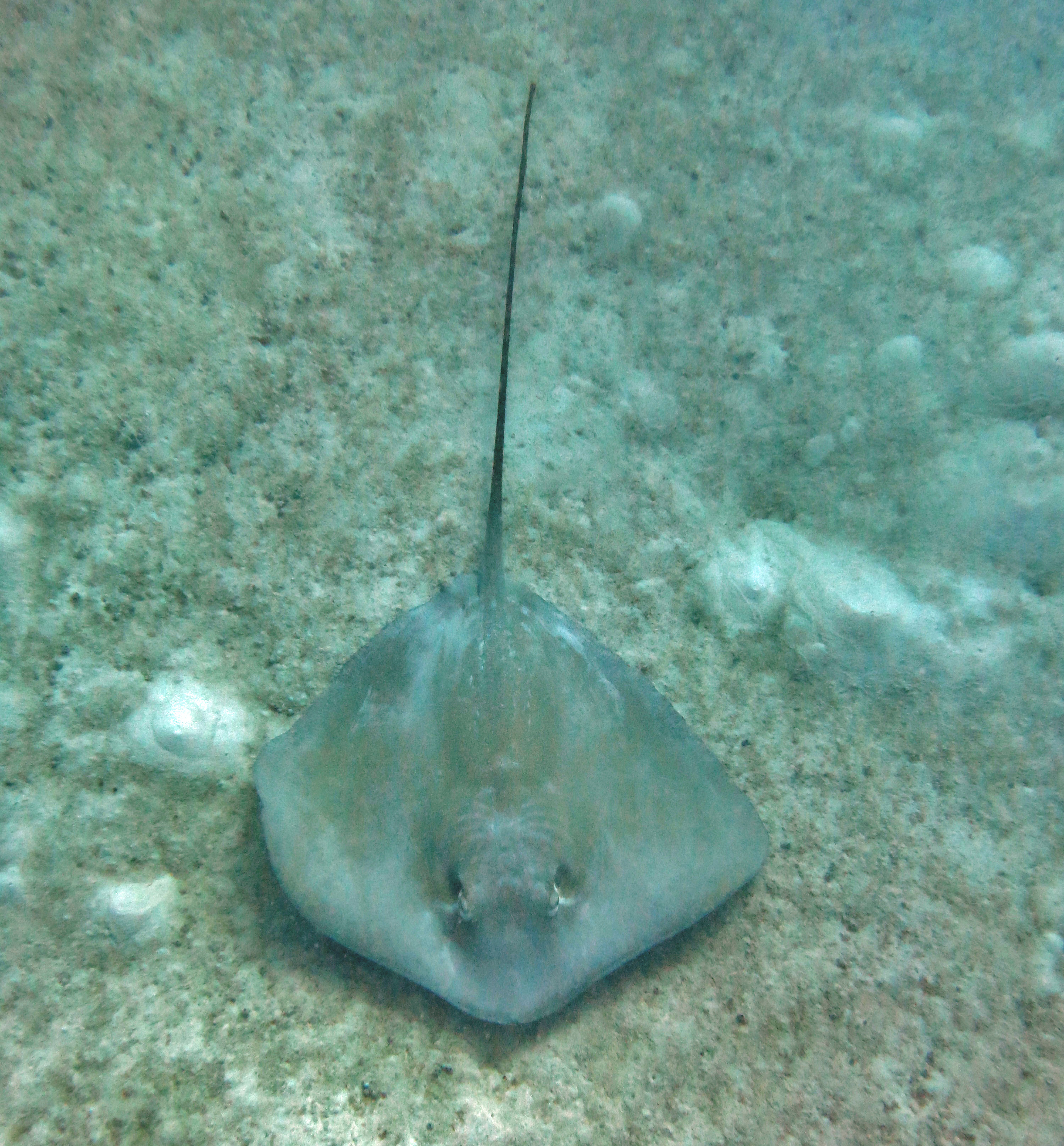
Himantura jenkinsii
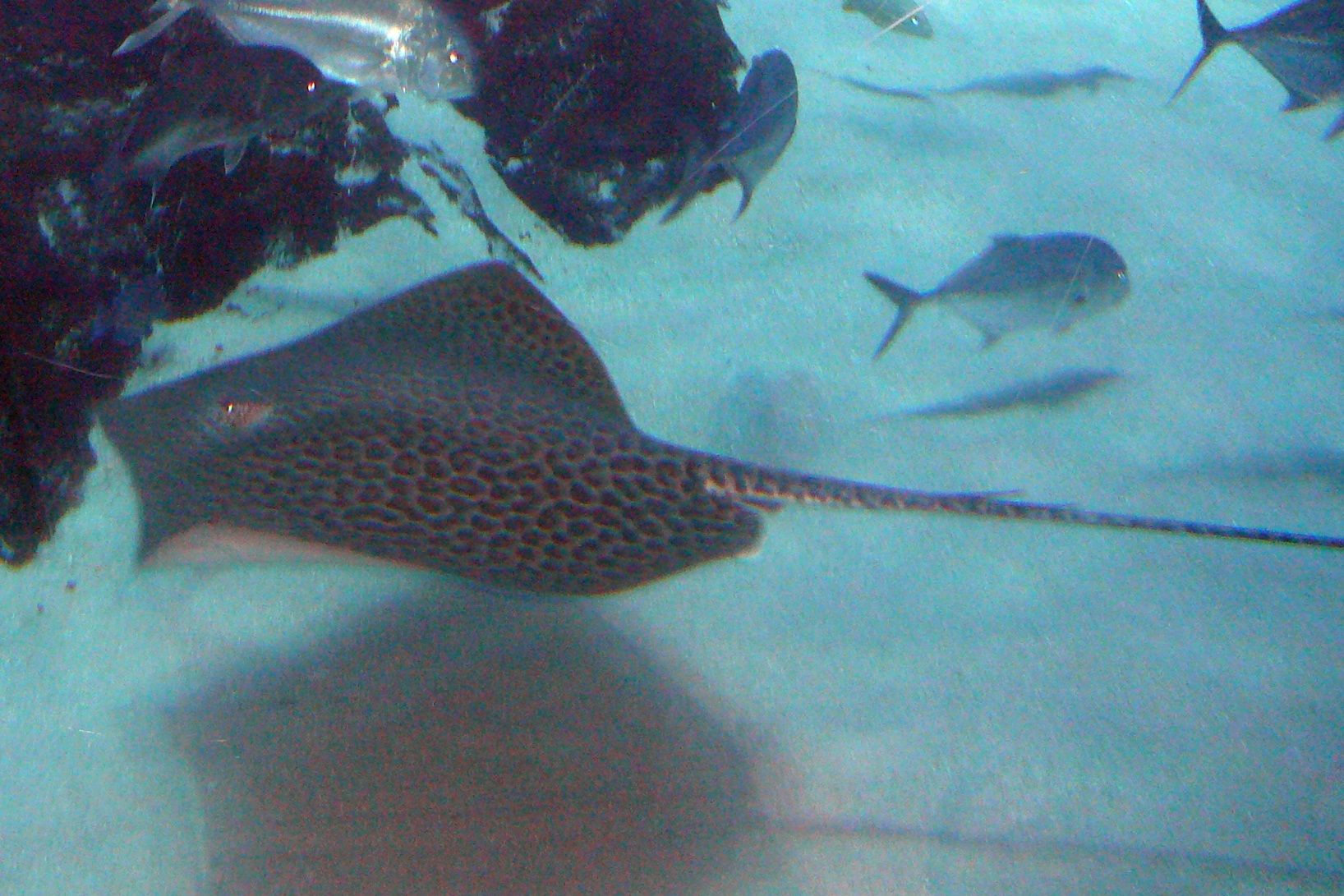
Himantura leoparda
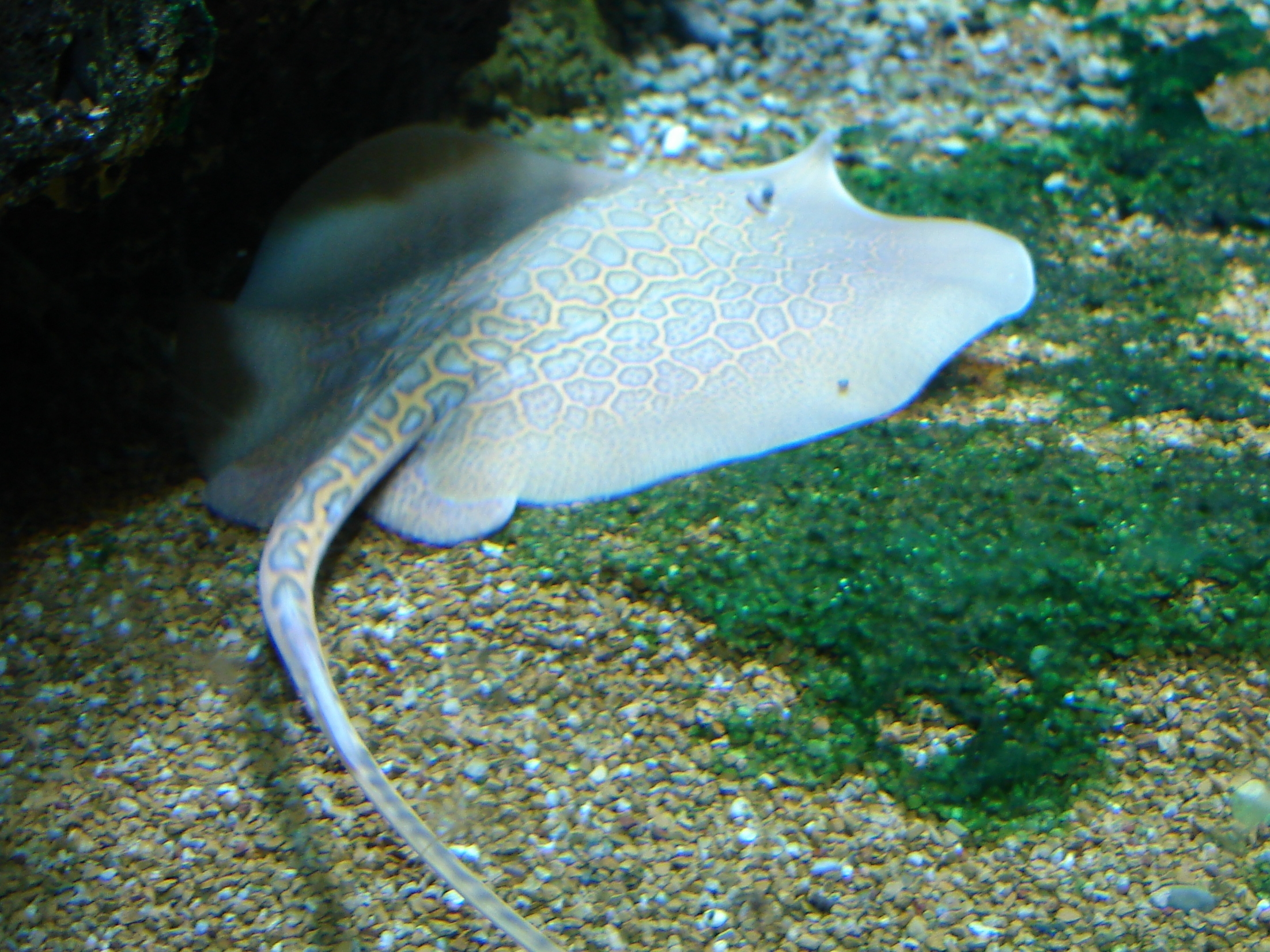
Himantura oxyrhyncha
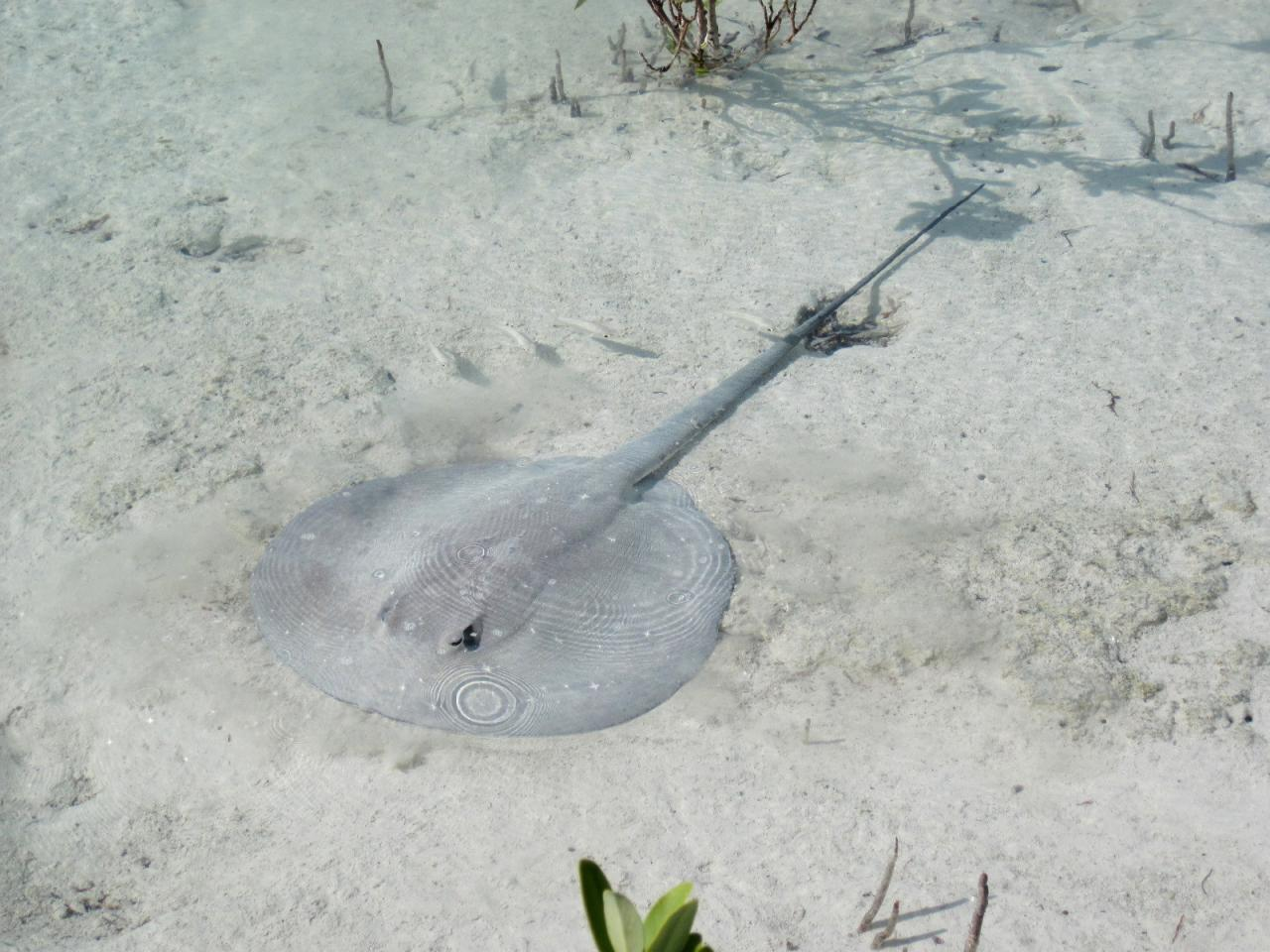
Himantura schmardae
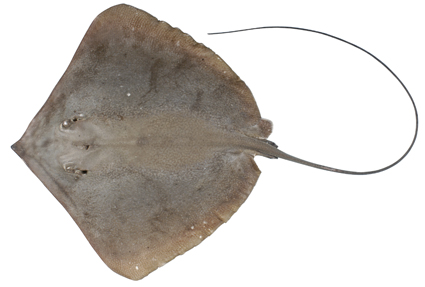
Himantura toshi
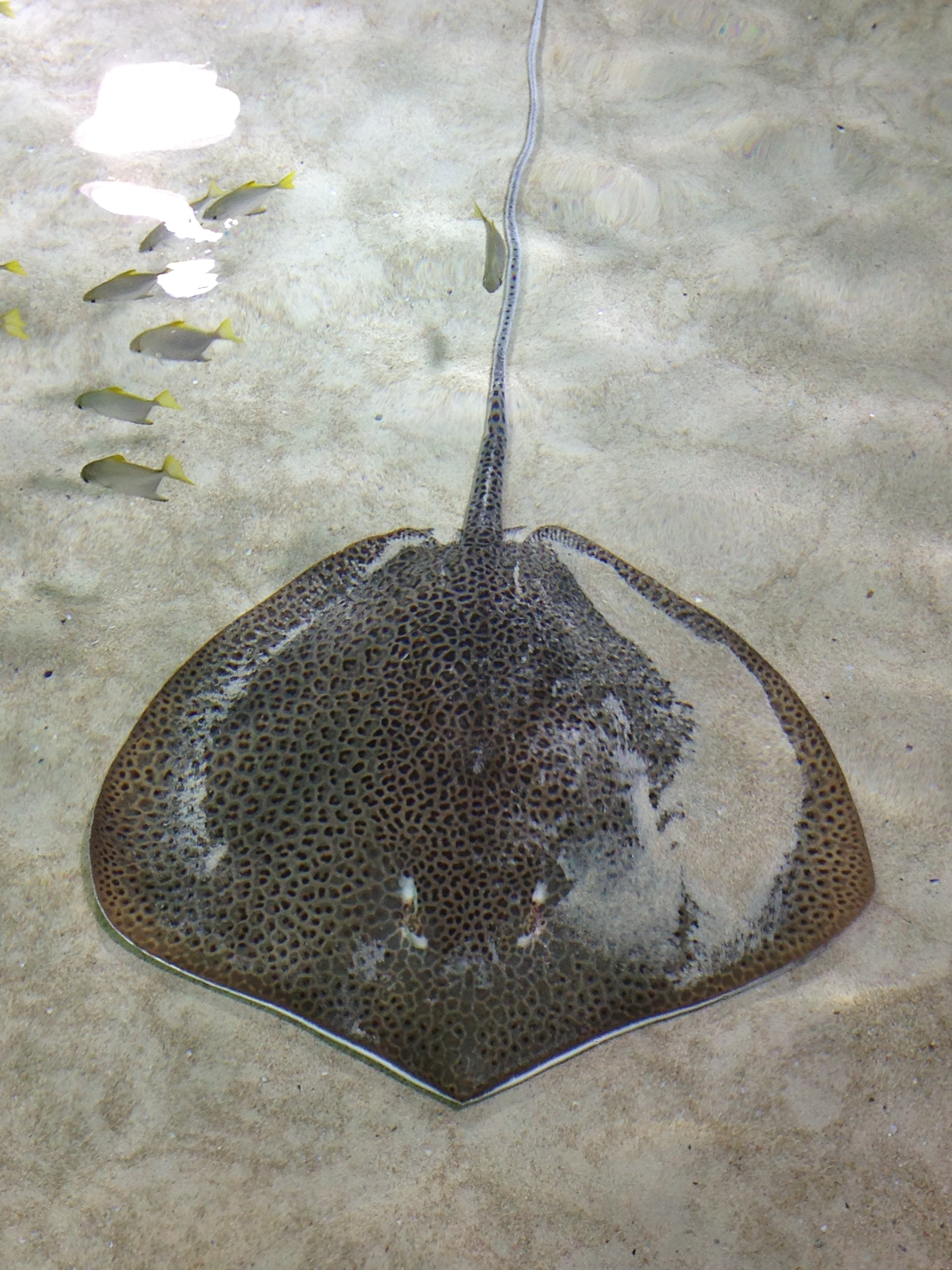
Himantura uarnak
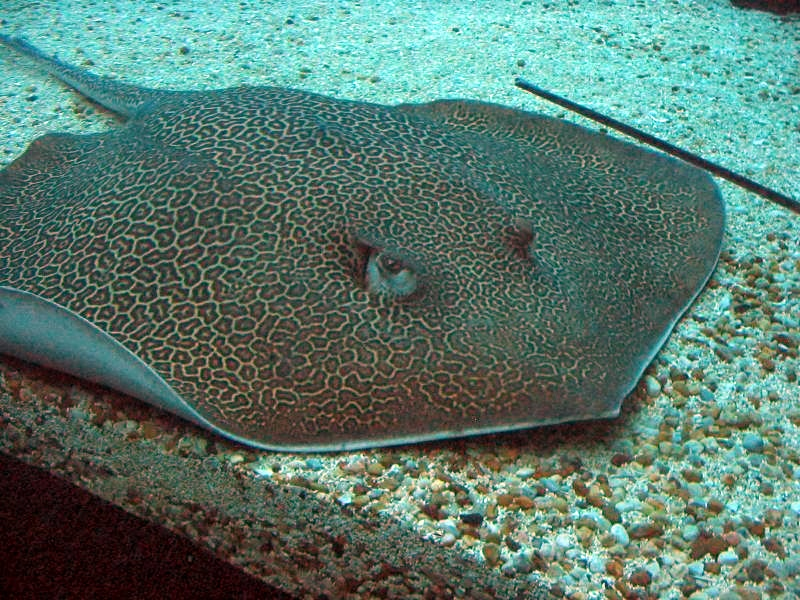
Himantura undulata